# Aire urbaine de Jonzac
 (juin 2025).
Motif : Non respect de Wikipédia:Notoriété des collectivités locales et divisions administratives françaises.
- Archive Wikiwix
- Bing
- Cairn
- DuckDuckGo
- E. Universalis
- Gallica
- Google
- G. Books
- G. News
- G. Scholar
- Persée
- Qwant
- (zh) Baidu
- (ru) Yandex
- (wd) trouver des œuvres sur Wikidata

| 1. | Préciser le motif de la pose du bandeau. | Précisez le motif de la pose du bandeau en utilisant la syntaxe suivante : {{admissibilité à vérifier\|date=juin 2025\|motif=remplacez ce texte par le motif}}                              |
| 2. | Informer les utilisateurs concernés.     | Pensez à avertir le créateur de l'article, par exemple, en insérant le code ci-dessous sur sa page de discussion : {{subst:avertissement admissibilité à vérifier\|Aire urbaine de Jonzac}} |

L'aire urbaine de Jonzac est une aire urbaine française centrée sur la ville de Jonzac, une des villes sous-préfectures de la Charente-Maritime.

## Zonage de l'aire urbaine de Jonzac en 2010 et population en 2008

### Données globales
Selon le dernier zonage effectué par l'INSEE en 2010, l'aire urbaine de Jonzac comprend cinq communes et rassemble 6 265 habitants en 2008 (population municipale).
En 2008, elle se situait au 511e rang national et au 24e rang régional en Poitou-Charentes. 
Selon l'INSEE, l'aire urbaine de Jonzac fait partie des petites aires urbaines de la France c'est-à-dire ayant entre 1 500 et moins de 5 000 emplois.
Les 3 communes de l'agglomération urbaine de Jonzac qui appartiennent au pôle urbain correspondent à l'unité urbaine de Jonzac tandis que les 2 autres communes appartiennent à la couronne urbaine selon la nouvelle terminologie de l'INSEE.
En Charente-Maritime, elle occupe le dixième rang, très loin derrière les aires urbaines de La Rochelle, Saintes, Rochefort et Royan qui sont les quatre grandes aires urbaines de ce département. Elle se situe après la moyenne aire urbaine de Saint-Jean-d'Angély (5e rang départemental) et après les petites aires urbaines de La Tremblade, Marennes, Saint-Pierre-d'Oléron et Surgères.

### Composition de l'aire urbaine de Jonzac selon le zonage de 2010
Composition de l'aire urbaine de Jonzac selon le nouveau zonage de 2010 et population en 2008 (population municipale)
| Commune                                | Superficie | Population | Densité de population | Catégorie dans l'aire urbaine             |
| -------------------------------------- | ---------- | ---------- | --------------------- | ----------------------------------------- |
| Jonzac                                 | 13,09 km2  | 3 552 hab. | 271 hab/km²           | commune appartenant au pôle urbain        |
| Saint-Germain-de-Lusignan              | 18,05 km2  | 1 219 hab. | 68 hab/km²            | commune appartenant au pôle urbain        |
| Saint-Martial-de-Vitaterne             | 2,78 km2   | 471 hab.   | 169 hab/km²           | commune appartenant au pôle urbain        |
| Pôle urbain ou unité urbaine de Jonzac | 33,92 km2  | 5 242 hab. | 155 hab/km²           | 3 communes                                |
| Clam                                   | 6,83 km2   | 354 hab.   | 52 hab/km²            | commune appartenant à la couronne urbaine |
| Saint-Simon-de-Bordes                  | 14,08 km2  | 669 hab.   | 48 hab/km²            | commune appartenant à la couronne urbaine |
| Couronne urbaine                       | 20,91 km2  | 1 023 hab. | 49 hab/km²            | 2 communes                                |
| Aire urbaine                           | 54,83 km2  | 6 265 hab. | 114 hab/km²           | 5 communes                                |